# Občanská válka v Sýrii
Syrská občanská válka je fakticky ukončený vnitřní ozbrojený konflikt v Sýrii. Konflikt začal 15. března 2011 demonstracemi v rámci tzv. arabského jara, které se syrská armáda snažila potlačit, a rozvinul se do povstání části obyvatelstva. Později eskaloval do občanské války, jejímž výsledkem je faktické roztříštění země na velký počet oblastí, ve kterých mnoho navzájem nesourodých frakcí bojuje za rozličné cíle ve velmi nepřehledném konfliktu.
Nejvýznamnější stranou konfliktu byla do roku 2024 vláda prezidenta Bašára al-Asada, která se snažila potlačit povstání a udržet si nebo znovu získat kontrolu nad územím země. Na její straně stála velká většina obyvatel alavitského vyznání a většina příslušníků ostatních náboženských menšin. Vojenskou, finanční a materiální podporu ze zahraničí dostávala především od Ruska, Íránu a ší'itské organizace Hizballáh z Libanonu. Rusko mělo v Sýrii zhruba 5 000-10 000 příslušníků svých ozbrojených sil včetně leteckého personálu, kromě toho působil v zemi větší počet ruských vojenských poradců.
Na druhé straně konfliktu stojí větší počet skupin s různými cíli. Jsou to jednak rebelové, kteří požadují ukončení téměř pět desetiletí trvající vlády Socialistické strany arabské obrody a svržení vlády prezidenta Asada. Na jejich straně bojují především většinoví sunnité, kteří dostávají nebo dostávali podporu např. od Saúdské Arábie a Kataru, a to jak finanční, tak ve formě vojenské výzbroje. Některé skupiny jsou nebo byly podporovány také Spojenými státy, Tureckem a Francií.
Důležitou povstaleckou silou byli až zhruba do konce roku 2017 extrémní islamisté usilující o obnovení chalífátu či vybudování jiné pravé islámské říše. Tito jsou reprezentováni navzájem soupeřícími uskupeními Islámským státem (IS) a Al-Káidou. Al-Káida se postupem času přetvořila ve Frontu an-Nusrá. Na její straně bojují jednak místní radikálové, jednak mudžahedíni z celého světa, a podporu dostávají – na neoficiální úrovni od tamních radikálních kruhů – ze Saúdské Arábie, Kataru a dalších arabských států a z počátku také od Turecka. Islámský stát je terčem útoků ze strany celé řady zemí, počínaje Spojenými státy a Ruskem a v současnosti konče Tureckem. Jeho hlavní město Rakka bylo 16. října 2017 osvobozeno bojovníky Syrských demokratických sil pod kurdským velením a s podporou USA. Od roku 2017 je IS v Sýrii již téměř poražen, stejně jako v sousedním Iráku.
Dále se konfliktu účastní syrští Kurdové, kteří usilují o co největší autonomii až samostatnost svých zčásti roztříštěných teritorií. Ze zahraničí se jim dostává podpory mj. od Spojených států, které v březnu 2017 vyslaly do Sýrie kolem 950 vojáků za účelem boje proti Islámskému státu a zřídily zde základnu Al-Tanf. V roce 2024 zde bylo dislokováno asi 2000 příslušníků amerických ozbrojených sil. Kurdové jsou však od začátku roku 2018 terčem zesílených útoků ze strany Turecka, zvláště v oblasti města Afrín na západ od řeky Eufratu. Turecká armáda obsadila Afrín a okolí v březnu 2018. V určitých fázích ozbrojeného konfliktu spolupracovali Kurdové také se syrskou armádou, zvláště při dobývání Aleppa. V roce 2025 se Kurdové po dohodě s přechodnou vládou začleňují do nově vznikající syrské armády.
Dne 22. prosince 2016 se syrské armádě podařilo zcela obsadit ty části druhého největšího syrského města Aleppa, které byly do té doby kontrolovány opozicí. Bitva o Aleppo, která začala již v roce 2012, tím skončila. Byla doposud největší bitvou syrské občanské války. V říjnu 2019 byl zabit vůdce Islámského státu Abú Bakr al-Bagdádí ve vesnici Bariša, nacházející se asi 20 km západně od města Aleppo a 5 km od tureckých hranic.
Od roku 2020 pak byla frontová linie prakticky beze změn a konflikt se stal v podstatě zamrznutý, a to až do ofenzívy opozičních sil v prosinci 2024, po které došlo ke svržení režimu Bašára al-Asada a vzniku přechodné vlády.

## Vývoj po roce 2024
V prosinci 2024 došlo ke kolapsu režimu prezidenta Bašára al-Asada. Kontrolu nad většinou syrského území převzala prozatímní vláda vedená Abu Muhammadem al-Džauláním, která uzavřela dohody o spolupráci s několika významnými frakcemi, včetně Syrských demokratických sil (SDF). Tyto dohody umožnily koordinaci při udržování bezpečnosti a základní správy na severovýchodě země.
Nová vláda obnovila provoz klíčových institucí, včetně bank, škol a veřejných služeb, a bezpečnostní složky přechodné vlády zasahují proti zbytkům Islámského státu, pašeráctví a kriminálním sítím s podporou USA a regionálních spojenců.
Rada bezpečnosti OSN vyjádřila podporu nové správě a jejímu úsilí o stabilizaci, a konflikt je v současnosti mnohými odborníky i médii označován jako fakticky ukončený.
Přestože hlavní boje ustaly, v zemi stále existují oblasti, které nejsou plně pod kontrolou nové vlády – například některé části severu a východu, kde působí autonomní nebo zahraniční ozbrojené skupiny. Také přetrvávají dvě hlavní výzvy: hrozba občasné aktivity Islámského státu a nevyřešené diplomatické vztahy se sousedními zeměmi, zejména Izraelem a Íránem.

## Okolnosti a začátky nepokojů vSýrii

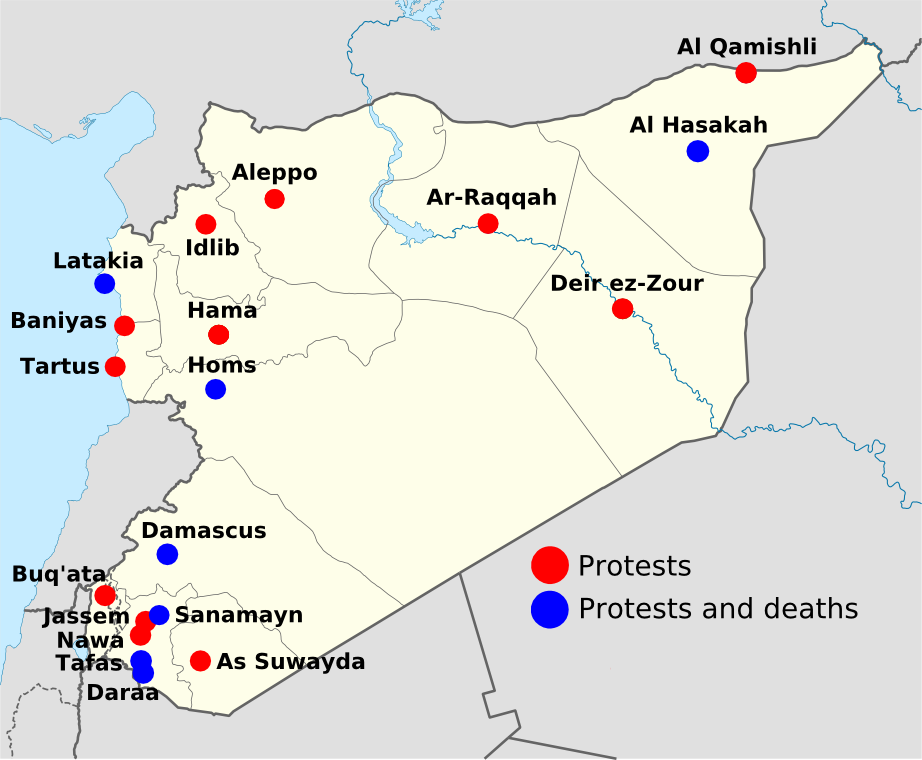
První měsíc protestů v Sýrii – situace ke 14. dubnu 2011. Modře jsou vyznačeny protesty, na kterých došlo ke ztrátám na životech

Sucha, vyčerpání zásob spodní vody a velký nárůst počtu obyvatel přispěly ke zhoršení situace a vzniku nepokojů v baasistické Sýrii. Role sucha se ale přeceňovala.
Od března 2011 usilovala politicky nesourodá syrská opozice o svržení prezidenta Bašára al-Asada, aniž by měla jasno, jak toho dosáhnout, vyjma těch skupin, které preferují ozbrojený boj. Na počátku protestů přislíbil Asad některé reformy, ovšem neuskutečnil je. Jediným, avšak dosti významným ústupkem bylo zrušení výjimečného stavu, který v zemi platil od nástupu levicové strany Baas v roce 1963 a odvolán byl al-Asadem 19. dubna 2011. Přesto však vládní armádní a policejní jednotky proti demonstrantům tvrdě zasáhly. Během pěti měsíců (od března do začátku srpna 2011) mělo podle nepotvrzených odhadů britské televizní stanice BBC při demonstracích zahynout více než 1600 lidí. Rada bezpečnosti OSN vydala 4. srpna 2011 prohlášení, které odsuzovalo útoky syrské vlády na civilisty a také porušování lidských práv a vyzývalo k zastavení násilí ze strany vlády, ale také ke zdrženlivosti a zdržení se odvetných akcí opozicí, především při útocích na státní instituce. Toto prohlášení však nemělo takovou váhu, jakou by měla její rezoluce, na které se ale Rada bezpečnosti nedokázala shodnout.
Občanská válka v Sýrii byla od počátku považována za hrozbu pro politickou stabilitu v sousedním Libanonu, kde byla syrská vláda patronem silného protiizraelského hnutí Hizballáh. Rovněž panovaly obavy, že by se mohla vystupňovat konfrontace na syrsko-izraelské hranici. Důležitým spojencem syrské vlády bylo právě libanonské hnutí Hizballáh. S Asadem také sympatizovala soudobá irácká vláda, která byla vedena příslušníky ší'itské většiny v zemi. Írán syrské vládě významně pomáhal vojensky i finančně. Hlavního spojence syrské vlády ovšem představovalo Rusko, které dodávalo zbraně syrským ozbrojeným silám a navíc jí pomocí svých v zemi rozmístěných leteckých sil poskytovalo vzdušnou podporu v boji s povstalci, označovanými za teroristy.
Všechny hlavní mocenské složky v baasistické Sýrii měly v rukou příslušníci alavitské komunity. Část syrských sunnitů také patřila mezi vládnoucí elitu, ale v ozbrojených složkách nebyly na rozhodujících postech.

## Průběh nepokojů v Sýrii v roce 2012

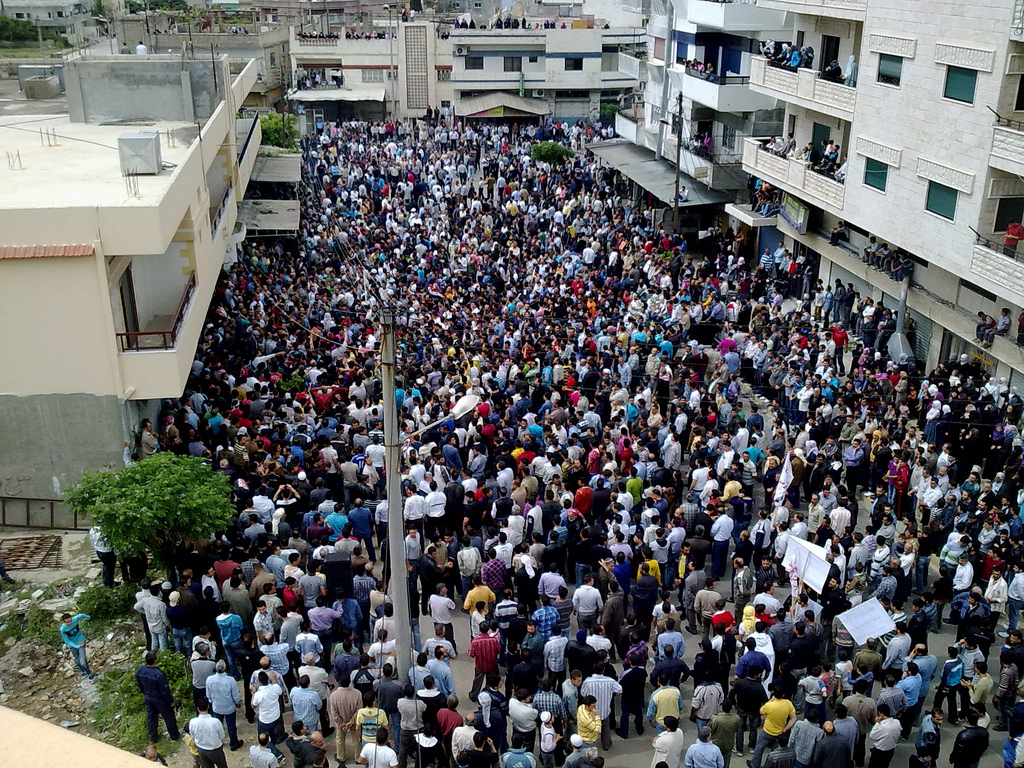
Protivládní protesty ve městě Banyas, 29. dubna 2011

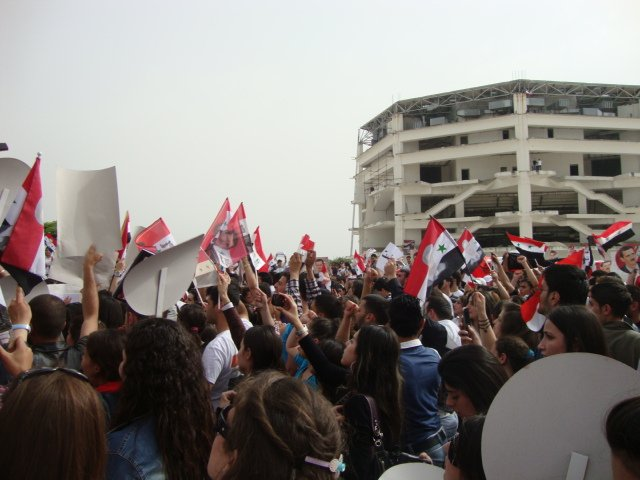
Provládní protesty ve městě Latákie, 23. května 2011

Situace v Sýrii v srpnu 2012

V roce 2012 nepokoje pokračovaly. Podle šéfa syrské diplomacie, ministra zahraničí Valída Mualima, vláda byla připravena dodržet podmínky mírového plánu zmocněnce OSN Kofiho Annana. Asadův režim ale ignoroval stažení vojenských sil do 10. dubna 2012 z obydlených míst. V zemi začala působit skupina pozorovatelů OSN, která dostala za úkol dohlížet na dodržování klidu zbraní, nicméně stále probíhaly demonstrace, které mnohdy provázely velké násilnosti, střelba a ztráty na životech jak povstalců resp. demonstrantů, tak i vládních vojáků.
V parlamentních volbách v květnu 2012, vyhlášených Asadovým režimem, vyhrála přesvědčivě jeho strana Baas. To však vyvolalo na Západě podezření, že výsledky voleb byly Asadem a jeho stoupenci výrazně zmanipulovány. Výsledky voleb byly uznány pouze Íránem, Ruskem a Venezuelou.
V polovině května připustil generální tajemník OSN Pan Ki-mun, že za nedávnými atentáty v Sýrii nejspíše stála mezinárodní islámská teroristická síť Al-Káida.
Proti odpůrcům režimu bylo nasazeno i syrské letectvo. První důkazy o nasazení strojů Mil Mi-8/17 v roli vrtulníků palebné podpory u Azázu se objevily 22. března 2012. První nasazení bitevních Mil Mi-25 bylo zaznamenáno 10. června u Rastanu. Asadovy ozbrojené síly se setkaly i s případy dezerce: 10. června dezertoval 743. prapor protiletadlové obrany u Talbisehu severně od Homsu a 21. června dezertoval plukovník Hassan Hamada, který v letounu MiG-21 uletěl do Jordánska, kde požádal o azyl.

### Masakr v Húlá
Dne 27. května 2012 informovali pozorovatelé OSN o tom, že ve městě Húlá se udál útok, při kterém zahynulo asi 49 dětí a 59 dospělých. Podle opozice byly za tento útok zodpovědné syrská armáda a provládní milice Šabíha. Syrská vládní média připsala vinu naopak opozici a Al-Káidě. Po události v Húle prosazovaly Spojené státy nový plán na odstranění Bašára al-Asada, mělo jít o řešení přijatelné pro syrskou opozici, ale také pro Rusko. Tento plán byl ve Washingtonu, ale i v Moskvě nazván „jemenský scénář“. Asad měl odejít ze scény podobně jako někdejší jemenský prezident Alí Abdalláh Sálih, tedy řízeně a při zachování některých prvků dosavadního režimu, protože v Saná převzal Sálihovu roli jeho viceprezident Abdu Rabbuh Mansúr Hádí. Rusko ale s tímto plánem, který podpořil také francouzský prezident François Hollande, nakonec nesouhlasilo.
Asad dne 3. června 2012 vystoupil na veřejnosti. Obvinil zahraniční síly, že se snaží zničit Sýrii, a odmítl odpovědnost za masakr v Húlá. Největším problémem země je podle něj terorismus, vůči němuž bude i nadále stát bojovat, stejně jako proti těm, kteří rozdmýchávají chaos jako živnou půdu teroru. Asad také prohlásil, že teroristé verbují teenagery, kteří se stávají zabijáky už za 2000 syrských liber (650 korun). Podle zvláštního komisaře OSN Kofiho Annana stála Sýrie již tehdy na pokraji regulérní války.
Vyšetřování OSN dospělo 15. srpna 2012 k závěru, že za masakr v Húlá byly zodpovědné polovojenské a armádní jednotky režimu.

### Sestřelení tureckého letadla
22. června 2012 byl sestřelen turecký průzkumný letoun RF-4E Phantom, přičemž pilot i operátor zahynuli. Podle syrské armády neidentifikovaný vzdušný objekt narušil syrské teritoriální vody ze západu v 11:40 místního času. Syrská vzdušná obrana zaznamenala přímý zásah asi 1 km od pobřeží. Turecká armáda ztratila rádiový kontakt s F-4 v 11:58 místního času. Letoun dopadl 10 km od vesnice Om al-Tujour provincie Latakíja, hluboko v syrských teritoriálních vodách středozemního moře.
Čin vyvolal širokou odezvu na mezinárodním poli. NATO (Turecko je členem) na mimořádné schůzce incident odsoudilo a bylo odhodláno svého spojence bránit. Rusko nepovažovalo čin Damašku za záměrný a vyzvalo alianci a Turecko ke zdrženlivosti. Assad se za incident omluvil. Ankara však pohrozila, že na případné narušení svých hranic Sýrií odpoví zbraněmi. Turecké ozbrojené síly také přesunuly některé své jednotky k syrským hranicím.[zdroj?] Okolnosti incidentu však nejsou stále jasné. V Sýrii se mezitím rozhořely dosud největší boje mezi armádou a ozbrojenou opozicí v metropoli Damašku a jeho bezprostřední blízkosti.

### Rezoluce RB OSN
Rusko a Čína ve čtvrtek 19. července 2012 v Radě bezpečnosti OSN vetovaly rezoluci k Sýrii hrozící sankcemi za neplnění dokumentu. Od začátku syrské krize Moskva a Peking použily v Radě bezpečnosti práva veto už potřetí.
USA v reakci na další neúspěch prohlásily, že Rada bezpečnosti v řešení syrské krize naprosto selhala. Británie ihned navrhla novou rezoluci, která počítá alespoň s 30denním prodloužením pozorovatelské mise v Sýrii. Tato rezoluce byla nakonec schválena, i když další prodloužení pozorovatelské mise je vázáno na sporný fakt, že vyžaduje stažení jen jedné z bojujících stran z pole. V textu je totiž ustanovení, které předpokládá, že ze svých pozic ustoupí vládní vojska, protože disponují těžkými zbraněmi. Rada bezpečnosti OSN v noci na sobotu 28. září 2013 jednomyslně schválila rezoluci požadující likvidaci syrského arzenálu chemických zbraní. Rezoluce neobsahuje bezprostřední hrozbu vojenského potrestání režimu Bašára Asada, pokud se požadavku nepodřídí. K tomu by musela být vydána nová rezoluce. Rezoluce požaduje potrestání viníků za použití chemických zbraní při srpnovém útoku, ale neurčuje, kdo je za incident zodpovědný. Tři předchozí návrhy rezolucí proti syrskému vládnoucímu režimu narážely na vytrvalá veta Ruska a Číny.

### Letecký útok na Azáz
Dne 15. srpna 2012 zaútočily letecké síly vládních ozbrojených složek Sýrie na město Azáz, nacházející se nedaleko syrsko-turecké hranice. Místní obyvatelé tvrdí, že zde nebyly přítomné žádné ozbrojené síly, a tudíž se jedná o útok mířený jednoznačně proti civilnímu obyvatelstvu. Zprávy o (ne)přítomnosti ozbrojených sil se však nepodařilo ověřit. Město, které bylo chloubou části Sýrie ovládané rebely, zůstalo po náletu v troskách. Zemřela zde nebo byla zraněna asi stovka obyvatel.

## Důležité bitvy

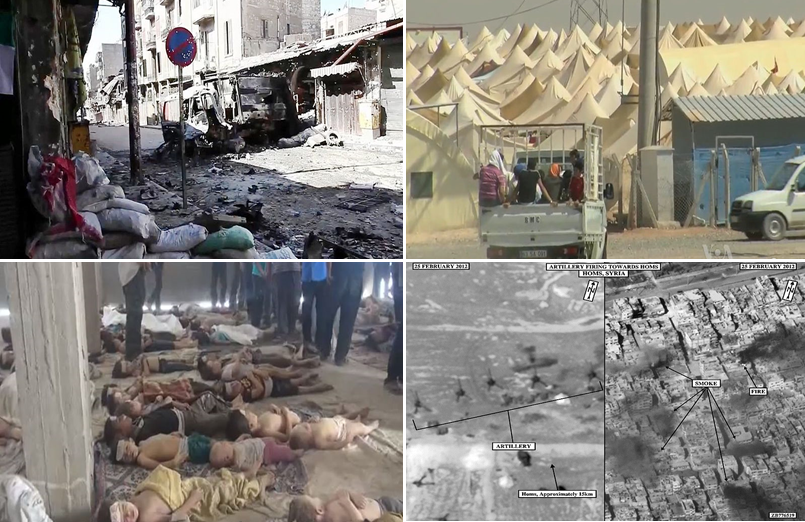
Zleva doprava: Rozbombardovaná ulice v Aleppu; uprchlický tábor u tureckých hranic; oběti chemického útoku; satelitní záběry s dělostřelectvem

### Bitva o Damašek
Od poloviny července roku 2012 probíhala přibližně týden bitva o syrské hlavní město Damašek. Zpočátku povstalci zaznamenávali četné úspěchy a dostali se až do centra města, bojovalo se i v blízkosti některých vládních budov. Po protiútoku syrských vládních vojsk však byly povstalecké jednotky nuceny se postupně stahovat. Objevilo se i mnoho zpráv o tom, že armáda bombardovala čtvrtě obývané civilisty, tyto zprávy však nebylo možné potvrdit.
Dne 18. července 2012 provedli povstalci atentát na nejbližší spolupracovníky syrského prezidenta Asada. Na místě zemřel ministr obrany Dáud Rádžha, při převozu do nemocnice zraněním podlehl i jeho náměstek a prezidentův švagr Ásif Šaukát. Zabiti byli také bývalý ministr obrany a poradce viceprezidenta Hassan Turkmaní a šéf sekce vyšetřování Syrské zpravodajské služby Hazífa Machlúfa. Několik dalších vysokých syrských činitelů bylo zraněno. Mezi nimi byli i ministr vnitra Muhammad Ibráhím Šaar a šéf syrské rozvědky Hišám Bachtijar, klíčová postava represí proti povstalcům, jenž svým zraněním 20. července podlehl. K odpovědnosti za tento útok se přihlásily hned dvě skupiny povstalců, které proti režimu bojovaly už od jara 2011, a to islamistická skupina Liwa al-Islám a prozápadní Svobodná syrská armáda.
Objevovaly se spekulace, že prezident Asad uprchl do bezpečného přímořského letoviska Latákie. Ty však byly později samotným Asadem vyvráceny, když se objevil na veřejnosti.

### Bitva o Aleppo

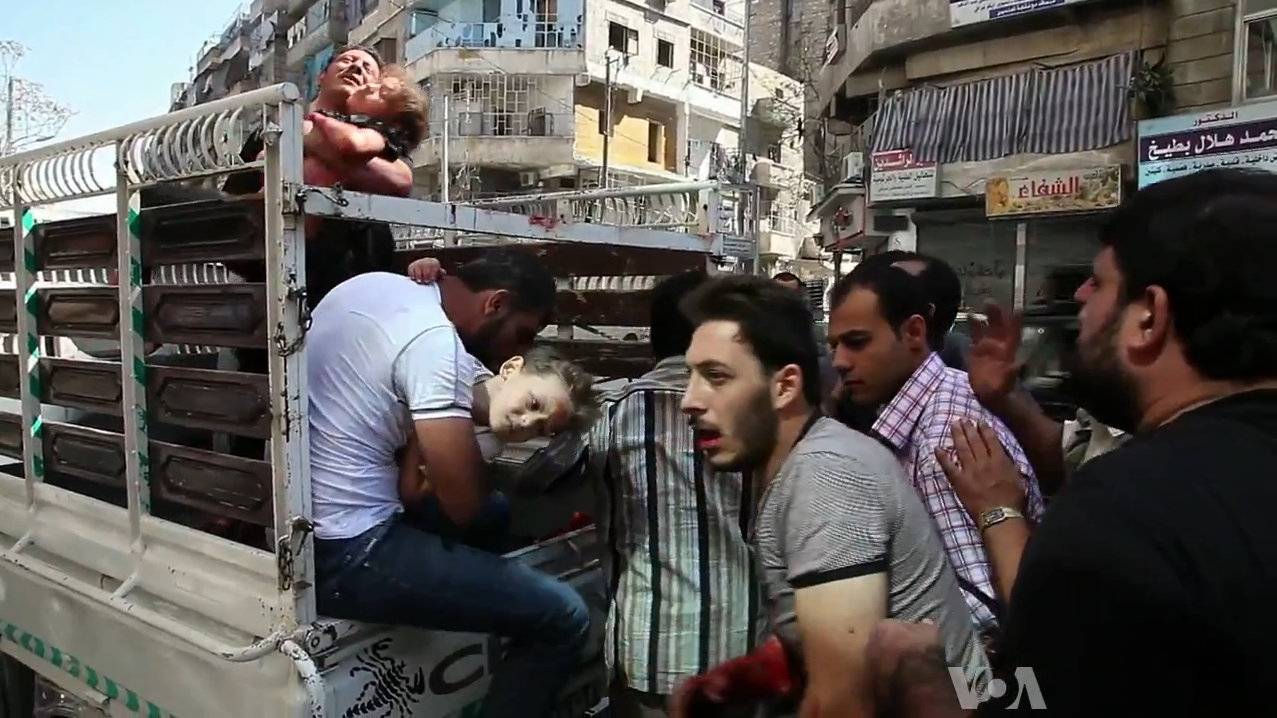
Civilisté zranění během bojů o Aleppo

Boje v okolí Aleppa na začátku roku 2016

Od 25. července 2012 probíhaly boje v největším městě Sýrie Aleppu. Do konce roku 2012 ovládli rebelové východní část města, zatímco vládní jednotky měly nadále pod kontrolou západní část Aleppa. Na přelomu let 2013 a 2014 provedly vládě věrné jednotky rozsáhlou ofenzivu proti povstaleckým čtvrtím. Ofenziva však skončila neúspěchem.
Další ofenzivu zahájili v roce 2014 povstalci. Podařilo se jim obsadit některé čtvrti, které byly dosud pod kontrolou vlády prezidenta Asada, avšak vládní jednotky se v západních částech města celkově udržely.
V létě 2016 se jednotkám Syrské armády podařilo zcela obklíčit povstalecké čtvrti. Další ofenziva přišla na podzim téhož roku. Povstalecká obrana se po masivním leteckém bombardování ze strany ruských a vládních sil zhroutila a vládním jednotkám se 7. prosince podařilo dobýt historické jádro Aleppa. Dne 14. prosince 2016 zbývalo povstalcům již pouze 2,5 kilometru čtverečních. Poté byla dohodnuta evakuace posledních skupin povstalců, zakončená 22. prosince 2016, kdy armáda převzala na městem plnou kontrolu. Jedná se o největší vítězství Syrské armády v této válce.[zdroj?]

### Bitva o Kusajr
Dne 5. června 2013 se syrské armádě s podporou Hizballáhu podařilo po téměř dvou letech bojů dobýt město Kusajr u hranice s Libanonem. Povstalci v Homsu tak byli z velké části odříznuti od zásob. Následkem bitvy o Kusajr se Syrské armádě podařilo dobýt Homs.

### Ofenzíva opozice v prosinci 2024
V roce 2023 zahájily opoziční síly plánování sjednoceného útoku. Ten byl zahájen 27. listopadu 2024. O dva dny později opoziční síly vstoupily do Aleppa a obsadily většinu města. Den poté obsadili desítky vesnic a měst a postoupili směrem k městu Hamá ve střední Sýrii, které ovládli 5. prosince. Do 7. prosince nastal nečekaný kolaps vládních vojsk, která ztratila kontrolu nad rozsáhlým územím včetně většiny regionálních center jako Dajr az-Zaur, Suvajda, Dar’á nebo Homs. V noci na 8. prosince pak rebelové obsadili i hlavní město Damašek a prohlásili, že režim Bašára Asada padl.

## Zúčastněné strany

Vojenská situace v Sýrii v současnosti (průběžně aktualizováno).
pod kontrolou syrské vlády
pod kontrolou Kurdů
pod kontrolou Islámského státu
pod kontrolou Tahrír al-Šámu (dříve Fronta an-Nusrá)
pod kontrolou Syrské opozice
sporná hranice mezi válčícími stranami

### Vláda
Na jedné straně konfliktu stála baasistická vláda v čele s prezidentem Bašárem al-Asadem, který je podezřelý z válečných zločinů. Asadova vláda byla podporována syrskou arabskou armádou (SAA) čítající 125 000 aktivních bojovníků a její dobrovolnickou ozbrojenou milicí Národní obranné jednotky (NDF) čítající přibližně 100 000 bojovníků, stranickou milicí Šabíhá, která je také podezřelá z vážných zločinů, a libanonskou šíitskou milicí Hizballáh, řazenou mezi teroristické organizace. Ta se snažila udržet u moci režim, jenž ji dlouhá léta podporoval ve střetech s Izraelem.[zdroj?]
Většina alavitů, ke kterým patří i Asad a jeho rodina, syrských křesťanů a drúzů podporovala syrskou vládu, údajně protože se bojí represí proti menšinám v případě vítězství sunnitských islamistů. Asad měl podporu i některých umírněných sunnitů, kteří se báli přílivu džihádistů napojených na al-Kajdu. Syrští křesťané vytvořili milice bojující proti povstalcům. Odhaduje se, že až třetina z 250 000 alavitských mužů bojujících na straně vlády zahynula v občanské válce. V květnu 2013 podle jednoho odhadu z 94 000 obětí války bylo 41 000 alavitů.
K nejvýznamnějším zahraničním podporovatelům režimu patřilo Rusko, které mu dodávalo zbraně výměnou za peníze a blokuje všechny rezoluce namířené proti němu v radě bezpečnosti OSN. Od podzimu 2015 zasahovalo Rusko v Sýrii také nasazením svého vojenského letectva, které bombardovalo bojovníky Islámského státu (IS), Fronty an-Nusrá a jiné povstalce. Předseda vojenského výboru NATO generál Pavel tvrdil, že na samém začátku vojenské akce Rusko útočilo na ISIS jen ve třetině případů. Dále britský ministr Philip Hammond, humanitární organizace Amnesty International a organizace Lékaři bez hranic obvinili Rusko z útoků na civilisty, humanitární pracovníky a informovali o bombardování několika nemocnic. Bývalý syrský generál Ahmad Rahal v rozhovoru pro dobrovolnickou iniciativu InformNapalm tvrdil, že ruské intervence jsou genocidou na syrském národě.
Asada podporovali také v menším měřítku sousední Irák a hlavně Írán, který mu dle některých zdrojů dodával zbraně a finančně jej dotoval. Silné jednotky bojovníků zrekrutované hlavně v Íránu se nacházely přímo na území Sýrie, kde organizovaly místní milice a přímo bojovaly s povstalci.
Asadův režim byl svržen opoziční ofenzívou v prosinci 2024, po které prezident Asad uprchl do Ruska a moc převzala přechodná vláda.

### Opozice
Proti vládě stála koalice syrské opozice, částečně reprezentovaná Národní koalicí sil revoluce, která pořádala vnitřní setkání, nebo i setkání se zástupci nezúčastněných států. V roce 2012 ji sto států světa ji uznaly za jediného legitimního reprezentanta syrského lidu.
V konfliktu je opozice představovaná syrskou prozatímní vládou a zastupována takzvanou Svobodnou syrskou armádou, tvořenou 35 000 až 60 000 bojovníky, která je tvořena především zběhlými vojáky regulérní armády. Svobodná syrská armáda byla zpočátku největší vojenská síla opozice, ale s přeběhem jejich bojovníků do jiných islámských skupin, bylo jasné, že pouze spolupráce s umírněnými islamisty by mohla vytvořit dostatečně silnou koalici na boj proti ostatním skupinám.[zdroj?]
Nejvýznamnějšími podporovateli opozice jsou Turecko, Saúdská Arábie a Katar. Dělí svojí podporu mezi sekulární opozici a džihádisty.
V roce 2015 Saúdská Arábie, Turecko a Katar podporovaly zbraněmi, penězi a volnou cestou přes turecké území islamistické povstalce z fronty an-Nusrá, která je napojená na teroristickou organizaci Al-Káida. Tyto státy dodávají opozici v masovém měřítku zbraně a nechávají opoziční jednotky cvičit na svém území či je dokonce cvičí samy. Některé syrské povstalce vycvičila a vyzbrojila i americká CIA. Od roku 2012 CIA investovala přibližně 1 miliardu dolarů do výcviku a výzbroje asi 10 000 protivládních povstalců v rámci operace Timber Sycamore. Někteří z nich v roce 2014 přeběhli k ISIL.

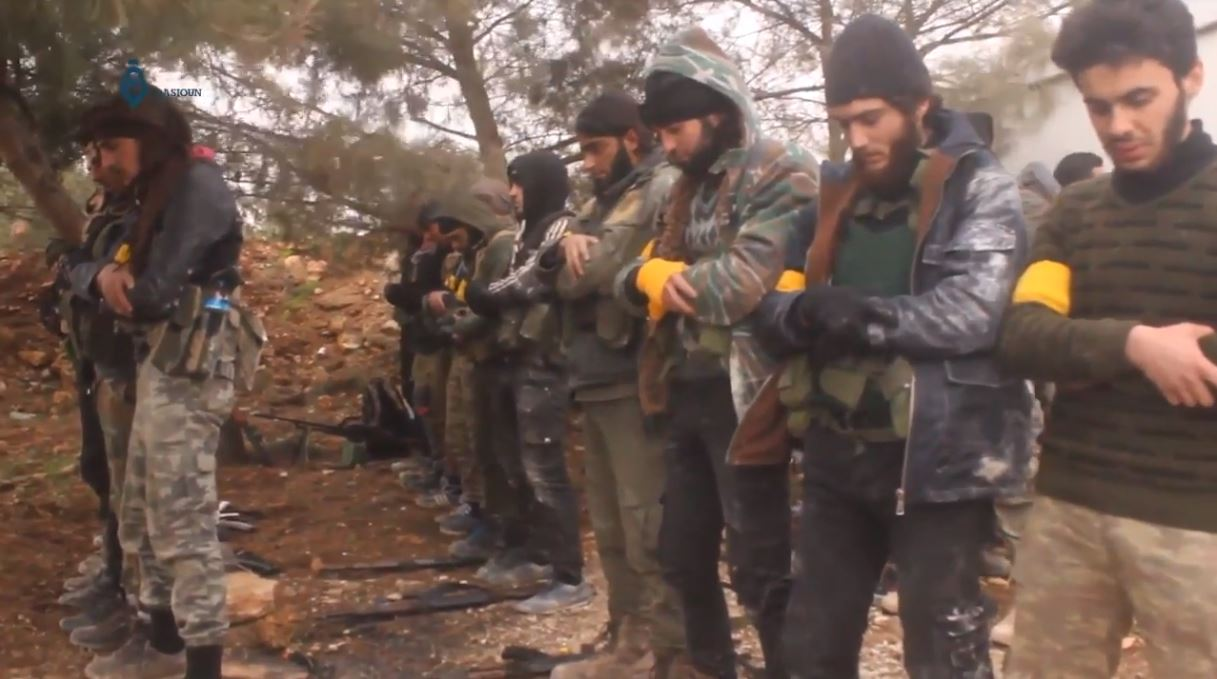
Povstalci ze Svobodné syrské armády v lednu 2018

Dalším významným podporovatelem opozice je Libye, odkud míří k opozicí ovládaným přístavům lodě se zbraněmi a municí. Dle účetnictví Syrské národní rady pochází přes 50 % jejích zdrojů z libyjských fondů, 35 % poté z Kataru a zbylých více než 10 % ze Spojených arabských emirátů. Dle některých teorií se pod hlavičkou Libye schovává nepřiznaná podpora z USA.[zdroj?] Poukazují přitom na podezřelé aktivity amerického velvyslanectví v Libyi či některých poradenských bezpečnostních společností pocházejících ze Spojených států.[zdroj?] Podle uniklých rozhovorů egyptského prezidenta Mursího s katarským premiérem Al Táním podporuje Egypt po boku Kataru syrskou opozici. Jako motivace podpory Turecka, Saúdské Arábie a Kataru bývá uváděna snaha vyšachovat Írán z pozice jedné z regionálních velmocí likvidací jediného spojeneckého režimu a odstřižením od jím organizovaného Hizzballáhu.
Přímá podpora povstalců se na návrh Francie a Spojeného království řešila také na úrovni Evropské unie, kde byla pro odpor Německa a některých další států včetně Česka zamítnuta.

### Fronta an-Nusrá

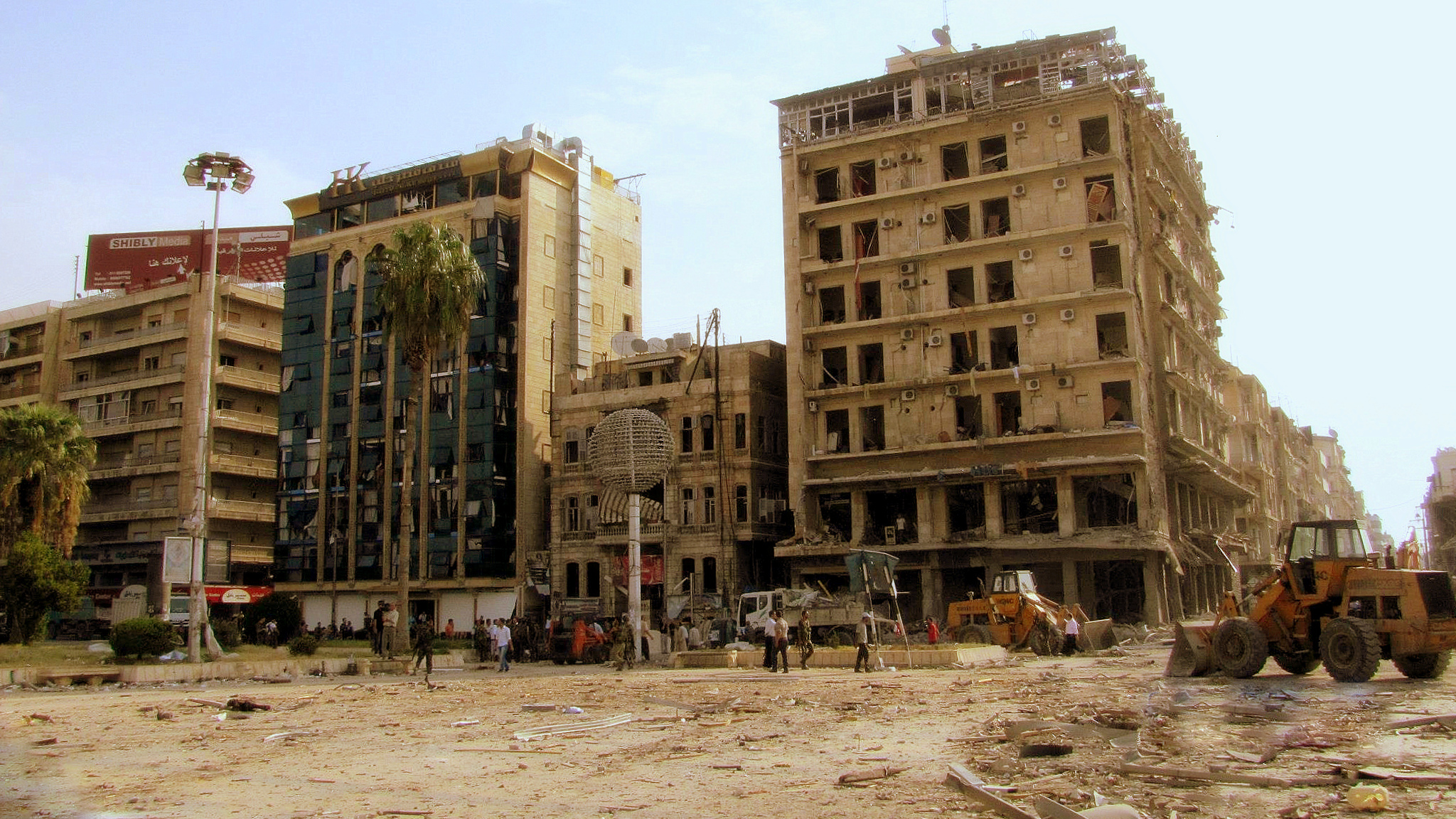
Sebevražedný útok v centru Aleppa, který 3. října 2012 zabil na 40 lidí, spáchala an-Nusrá

Džihádisty zastupuje Fronta an-Nusrá, je to sunnitská místní pobočka teroristické organizace Al-Káida. Jedná se o osoby, které mají mnohaleté zkušenosti z válek v Afghánistánu, Iráku, Alžírsku, Jemenu či Bosně. Fronta an-Nusrá je podezřelá z organizování teroristických útoků a válečných zločinů, jako například mučení, vraždění zajatců či znásilňování. Kritizována je také za perzekuci osob na základě náboženského vyznání. Její vztahy se Svobodnou syrskou armádou jsou napjaté. Džaíš al-Fatah je sunnitská koalice složená především z bojovníků an-Nusrá, skupiny Ahrar aš-Šáh a dalších skupin, koalice je aktivní hlavně v guvernorátu Idlíb a jeho okolí a od března 2015 zaznamenala několik cenných vítězství proti Syrské armádě. Část bojovníků z an-Nusrá přešla také k ISIL (viz níže).

### Islámský stát (IS)

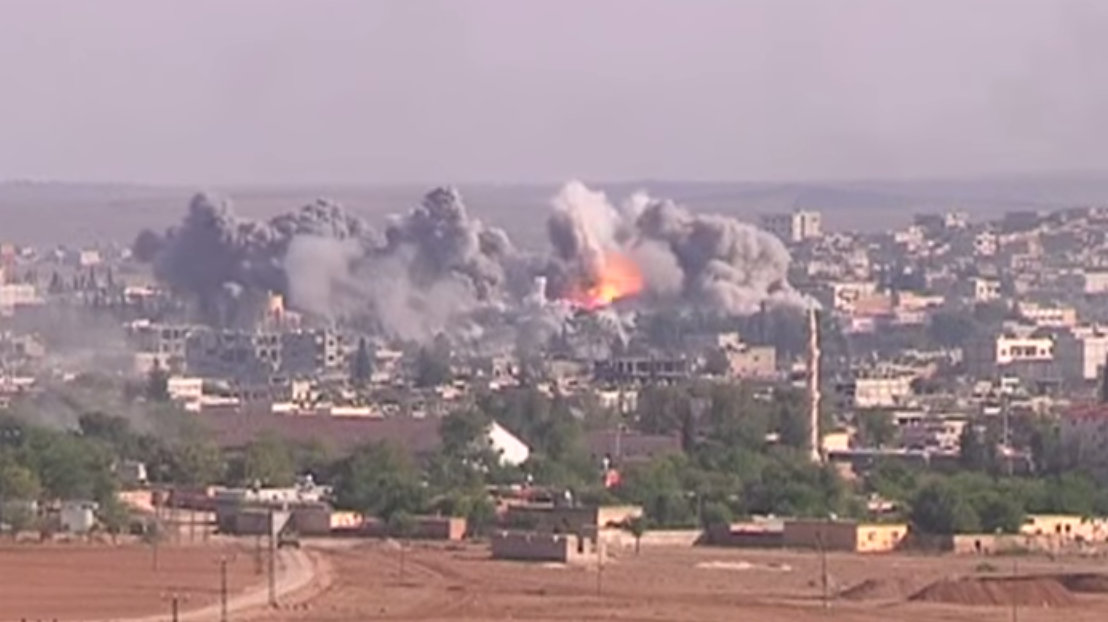
Koaliční nálet na pozice Islámského státu v Kobani

Islámský stát byl pod zkratkou ISIL původně iráckou pobočkou organizace Al-Káida. V průběhu roku 2013 však začal pronikat i do Sýrie.
Dne 24. září 2014 už v podvečer SELČ americké velitelství oznámilo, že provedlo pět útoků proti teroristům v Iráku a Sýrii. Terčem dvou náletů byla oblast jihovýchodně od Irbílu v iráckém Kurdistánu, další dva útoky směřovaly západně od Bagdádu a jeden na pozice islamistů v Sýrii. Do občanské války v Sýrii se zapojily Spojené státy, Spojené království, Francie a Nizozemsko zahájením leteckých operací proti teroristickým skupinám Islámského státu. Přitom použily stíhačky, bombardéry a útočné rakety. O nutnosti úderů proti Islámskému státu hovořil francouzský prezident François Hollande už na počátku září 2014. Francouzské stíhačky typu Rafale poté zasáhly výcvikový tábor Islámského státu poblíž města Deir es-Zur u tureckých hranic. Toto město i v současnosti kontrolují vojenské jednotky syrské armády, avšak okolní vesnice byly tehdy obsazeny bojovníky Islámského státu.

#### Údajná spolupráce s IS
V září 2014 jedna z největších protivládních sil v Sýrii, takzvaná Svobodná syrská armáda, uzavřela na bojišti na předměstí Damašku dočasné příměří s ISIL za účelem společného boje proti syrské vládě. K Islámskému státu přeběhlo podle jeho vysoce postaveného velitele mnoho bojovníků Svobodné syrské armády, přičemž někteří bezpečnostní pracovníci USA potvrdili, že mnoho z těchto bojovníků bylo cvičeno, financováno a podporováno z USA s vědomím bývalého prezidenta Baracka Obamy.
Na základě neověřených informací viní někteří novináři režim prezidenta Asada ze spolupráce s Islámským státem. Podle těchto informací začal Asad před vypuknutím občanské války údajně spolupracovat se zástupci Islámského státu proti syrské opozici a když IS získal na síle, tak se v rámci svých mocenských snah obrátil proti Asadovu režimu. Velká část bojovníků Islámského státu pochází z řad členů armády iráckého diktátora Saddáma Husajna.
Podle jiných zdrojů Islámský stát podporují Státy Perského zálivu a některé západní státy. Někteří komentátoři a politici viní z podpory Islámského státu Saúdskou Arábii, Katar a Turecko. Saúdský král Salmán naopak obvinil ze spolupráce s Islámským státem vládu prezidenta Asada.
Britská televizní stanice Sky News informovala o pozdější omezené spolupráci mezi syrskou vládou a islamisty. Mělo se jednat o předání vlády nad městem Palmýra nebo o obchody - například o výměnu ropy za hnojiva. Mají to alespoň dokazovat dokumenty, k nimž se televize Sky News dostala prostřednictvím dezertérů IS, kteří jí prý dříve poskytli pravdivá fakta. Stanice však upozornila, že věrohodnost dokumentů nelze nijak ověřit. Z obchodních styků s IS bylo obviněno také Turecko.
Týdeník Reflex zveřejnil v březnu 2016 informaci, že došlo k uzavření strategické dohody mezi syrským režimem Bašára Asada, Islámským státem a Ruskou inženýrskou stavební firmou Strojtransgaz. Dohoda umožnila Islámskému státu těžbu ropy a zemního plynu v jím od ledna 2014 ovládané oblasti města Rakka. Ruská firma Strojtransgaz poté, co oblast ovládl Islámský stát, obnovila stavební práce, přerušené v roce 2012, když nad regionem i těžebním komplexem převzala kontrolu koalice rebelů a Fronty an-Nusrá. Celý komplex dokončila na přelomu let 2014 a 2015, čímž umožnila zajistit ničím nerušený chod těžby. Vládní syrský deník Tišrín v roce 2014 oficiálně potvrdil opětovné zahájení prací a explicitně spolupráci s Moskvou v tomto směru ocenil.

### Kurdové

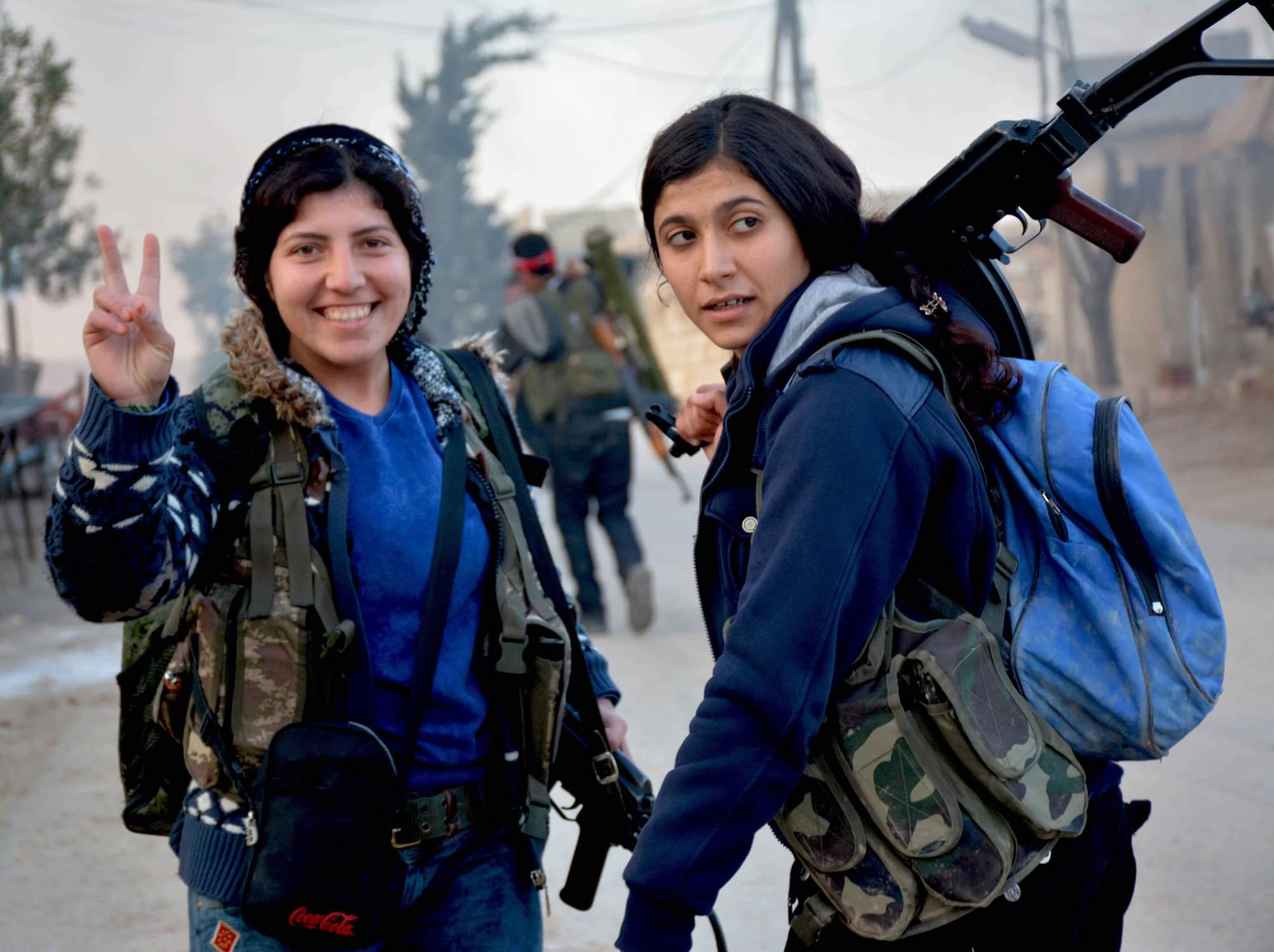
Kurdské ženy bojující v Ženských obranných jednotkách v lednu 2018 u Afrínu

Vojenské síly syrských Kurdů se rovněž účastní této války. Jejich strategii lze chápat jako snahu o bleskové ovládnutí oslabených měst obývaných lidmi kurdské národnosti, s minimem civilních ztrát. Kurdské síly jsou rozděleny do dvou, zhruba stejně velkých skupin, které mezi sebou politicky soupeří, ale po vojenské stránce spolupracují, a to kvůli vážnosti situace. Jedná se o Sjednocenou demokratickou stranu (PYD), která je syrskou odnoží Kurdské strany pracujících (PKK) a pod kterou spadají Lidové obranné jednotky (YPG) a Kurdskou národní radu (KNC), kde jsou sdružena všechna ostatní kurdská hnutí na území Sýrie. Odmítavě se k aktivitám syrských Kurdů staví především Turecko, které je považuje za precedens k narušení své územní integrity. Kurdští novináři a analytici opakovaně obvinili Turecko z organizování genocidních protikurdských milic na druhé straně syrské hranice.
V září 2014 podnikl Islámský stát masivní útok proti městu Kobanî a okolním vesnicím. V bitvě o Kobani byl Islámský stát odražen kurdskými milicemi YPG. Od července 2015 Turecko letecky útočí na pozice irácké PKK, ale podniklo i útoky na pozice syrských Kurdů. Mezi spojence Kurdů v Sýrii patří zejména ozbrojené skupiny z řad Asyřanů a některé jednotky Svobodné syrské armády.
V lednu 2018 začala turecká invaze do Afrínu, který byl ovládán Kurdy. Afrín byl tureckou armádou obsazen v březnu 2018. Na straně Turecka proti Kurdům bojovaly Svobodná syrská armáda a islamistická koalice Ahrar aš-Šám. 9. října 2019 zahájilo Turecko invazi do severní Sýrie, která je pod kontrolou kurdských Syrských demokratických sil.

### Rusko a Francie

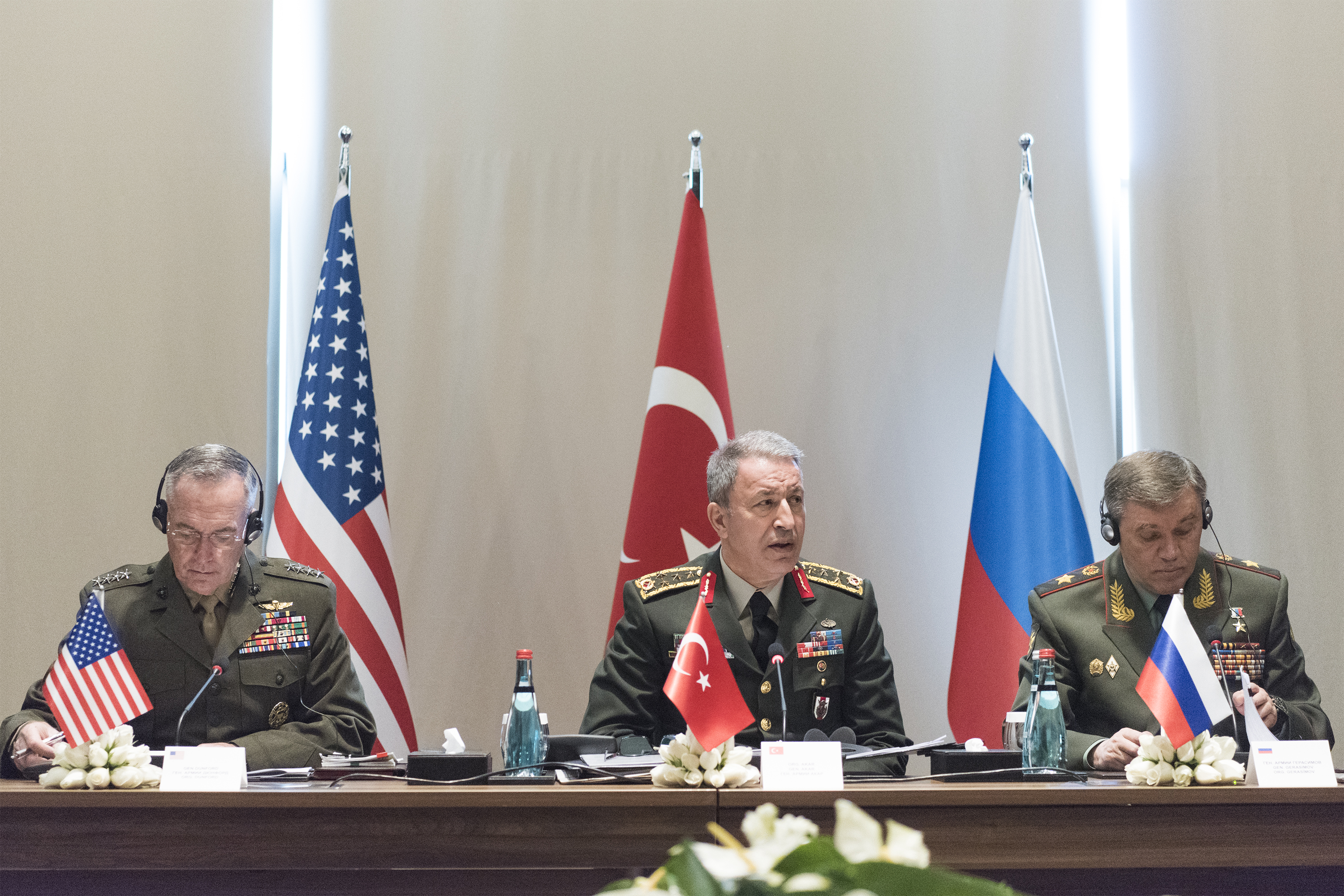
Setkání náčelníků generálních štábů USA, Ruska a Turecka v Antalyi mající za cíl vyhnout se střetu v Sýrii, 7. března 2017

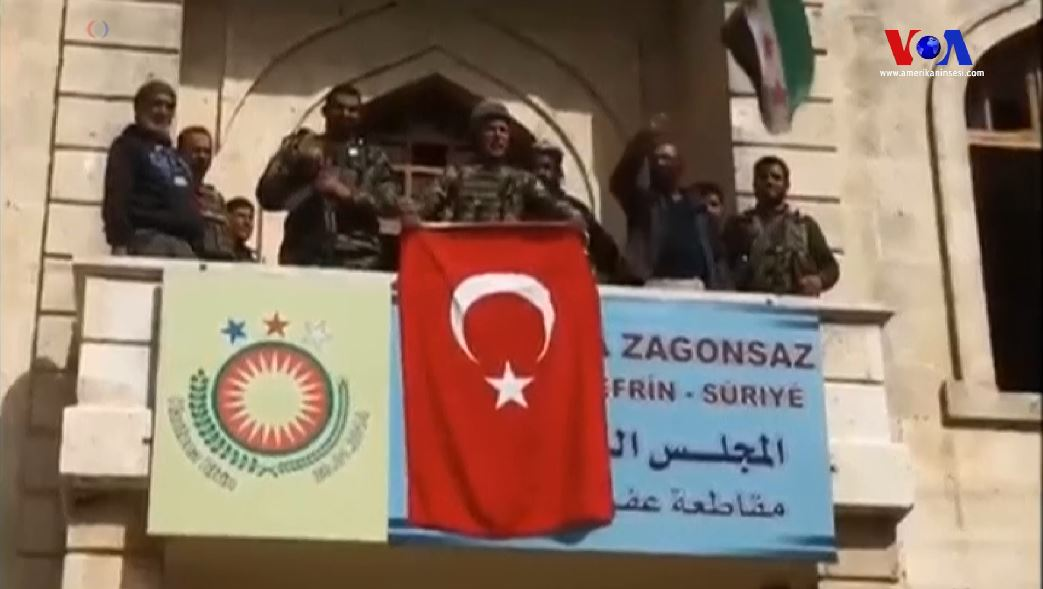
Turečtí vojáci v obsazeném Afrínu v březnu 2018

30. září 2015 schválila ruská Rada federace žádost ruského prezidenta Vladimira Putina o povolení nasadit ruské ozbrojené síly v zahraničí na základě žádosti syrské vlády. V rámci této ruské vojenské intervence v Sýrii bylo ještě téhož dne nasazeno ruské letectvo. Ruská bojová letadla začala ze základen na území ovládaném syrskou vládou provádět nálety proti militantním skupinám Islámského státu (IS), Fronty an-Nusrá (Al-Káida v Levantě) a Džaíš al-Fatah (radikální sunnité).
Ruský prezident Putin a francouzský prezident François Hollande se 17. listopadu 2015 dohodli na vojenské spolupráci v Sýrii s úmyslem koordinovat letecké útoky na Islámský stát. Dohoda přišla nedlouho po teroristických útocích v Paříži a výbuchu ruského civilního letadla v Egyptě. Francie začala útočit především na město Rakka, považované za hlavní město IS. Do oblasti připlula také francouzská námořní formace v čele s letadlovou lodí Charles de Gaulle, která s Ruskem navázala přímé spojení. Námořní i letecké údery byly pak společně koordinovány. Dne 24. listopadu 2015 byl tureckým bojovým letadlem typu F-16 sestřelen ruský bombardér Su-24, který poskytoval vzdušnou podporu vojákům syrské armády v boji proti Frontě an-Nusrá a Brigádě syrských Turkmenů v provincii Latákie. V únoru 2016 oznámil Putin stáhnutí části ruského letectva ze Sýrie, avšak ruská intervence ještě pokračovala.[zdroj?] 10. prosince 2017 navštívil Putin ruskou vojenskou základnu v Sýrii, setkal se s prezidentem Bašárem al-Asadem a oznámil stažení většiny ruských vojsk ze země.

### Turecko
Dne 23. srpna 2016 vyšlo najevo, že Turecko plánovalo v nejbližší době zahájit vojenskou intervenci v severní Sýrii. Prvním cílem na syrském území mělo být pohraniční město Džarablu. Již toho dne vypálilo turecké dělostřelectvo 60 ran na pozice Islámského státu (IS) v Džarablu. Obyvatelé tureckého města Karkamis a jeho okolí byli vyzváni k evakuaci.
Svým rozsáhlým zásahem s nasazením vojenského letectva a tankové brigády, který bezprostředně poté začal, zkomplikovalo Turecko beztak již nepřehlednou situaci v zemi. Spojené státy nebyly stavu této invazi zabránit. Turecko zprvu skutečně zaútočilo na pozice Islámského státu v severozápadní Sýrii. V posledních dnech srpna 2016 však jeho masivní útoky směřovaly hlavně proti jednotkám syrských Kurdů, které měly ve svém boji proti IS doposud podporu USA. Postiženo bylo i civilní obyvatelstvo této oblasti včetně sunnitských Arabů.

## Použití chemických zbraní a hrozba útoku ze strany USA a Francie
Podle vyšetřování OSN Asad použil chemické zbraně proti vlastnímu lidu v roce 2014, 2015 a 2017. V květnu 2019 vyšlo najevo, že ze zprávy Organizace pro zákaz chemických zbraní (OPCW) byl vynechán nesouhlasný posudek, který rozporoval tvrzení OPCW, že režimní vrtulníky pravděpodobně shodily chemické kanystry na Dúmu.
Asadova vláda a povstalci se navzájem viní z provedení tří útoků chemickými zbraněmi. Dva z nich se údajně odehrály v březnu a třetí v prosinci roku 2013. Syrská vláda oficiálně vyzvala generálního tajemníka OSN, aby byla vyslána mezinárodní neutrální mise expertů pro vyšetření těchto událostí.
Spojené státy na konci dubna 2013 na základě nepotvrzených zpráv zpravodajců uvedly, že v Sýrii bylo zřejmě použito menší množství chemických zbraní, pravděpodobně sarinu. Americký prezident Barack Obama tehdy připustil, že zatím není známo, kdo tak učinil. Nasazení chemických zbraní ale podle něj znamenalo "obrat" v přístupu USA k řešení syrské krize.
Členka nezávislé vyšetřovací komise OSN Carla del Ponte se k útoku vyjádřila takto: "Naši vyšetřovatelé v sousedních zemích vyslýchali oběti, lékaře... a podle zprávy z minulého týdne, kterou jsem viděla, tu na základě způsobu léčby obětí jsou silná, konkrétní podezření, zatím ale nikoli nevyvratitelný důkaz použití sarinu rebely, žádné důkazy nenaznačují použití syrskou vládou."
Oficiální mise započala 19. srpna 2013 po čtyřměsíčním vyjednávání. Dva dny po zahájení mise se odehrál chemický útok v Ghútě.
Chemické útoky v Ghútě se odehrály 21. srpna 2013 v průběhu občanské války v Sýrii. Došlo k nim na východních předměstích Damašku, hlavního města Sýrie, v oblasti Ghúta v muháfaze Ríf Dimašq. Podle zjištění Organizace spojených národů bylo použito 350 litrů sarinu. Počet obětí dosáhl stovek, přičemž povstalecká Svobodná syrská armáda oznámila 1729 mrtvých a až 6000 zasažených, zatímco nezávislá organizace Lékaři bez hranic potvrdila k 24. srpnu zhruba 3600 ošetřených a 355 mrtvých. Jedná se o největší užití chemických zbraní od iráckého útoku v Haladžbě proti Kurdům v roce 1988.
Podle povstalců chemické zbraně použila syrská armáda podporující režim Bašára al-Asada, režim naopak viní z použití zbraní povstalce. Sýrie byla v době útoku jedním z pěti států, které nepodepsaly Úmluvu o chemických zbraních, respektive jedním ze sedmi států, které ji neratifikovaly, a syrská vláda v roce 2012 přiznala, že chemické zbraně má. Přesvědčení, že chemické útoky má na svědomí vládnoucí režim, vyjádřily ústy svých představitelů mimo jiné Spojené státy americké, Francie a Spojené království, a zároveň začaly plánovat nějakou formu vojenského zásahu.
Naopak Rusko a Írán, které se v konfliktu staví dlouhodobě na stranu Asadova režimu, vyjádřily přesvědčení, že za útoky stojí povstalci, a Čínská lidová republika zaujala zdrženlivý postoj. Vzhledem k tomu, že stálí členové Rady bezpečnosti OSN Čína a Rusko se nechystali podpořit odvetný vojenský zásah proti Asadovu režimu, byla západními spojenci v reakci na útoky zvažována možnost zasáhnout bez mandátu Organizace spojených národů podobně jako Severoatlantická aliance zasáhla v rámci operace Spojenecká síla v roce 1999 v Kosovu. To se však v případě Sýrie tehdy nestalo.
29. srpna 2013 Dolní sněmovna Spojeného království zamítla návrh vlády Davida Camerona na vojenskou intervenci v Sýrii v poměru 272 ku 285 hlasům.
6. září 2013 se během summitu zemí skupiny G20 v Petrohradu na schůzce mezi čtyřma očima setkali Barack Obama a Vladimir Putin, aby prodebatovali své postoje vůči krizi v Sýrii. Tato schůzka neodstranila jejich rozdílné názory, když USA preferovaly řešení použitím vojenské intervence, ale Rusko tehdy armádní zásah odmítlo.
Následně ministr zahraničních věcí USA John Kerry prohlásil, že Bašár Asad by mohl odvrátit útok na Sýrii, pokud by do týdne odevzdal všechny chemické zbraně mezinárodnímu společenství.
Následně Sýrie přijala ruský návrh na předání chemických zbraní pod mezinárodní kontrolu. S odvoláním na syrského ministra zahraničí Valída Mualíma to oznámila ruská agentura Interfax. Krok uvítala i Francie, která v Radě bezpečnosti OSN předložila návrh rezoluce o chemických zbraních v Sýrii. V noci z 27. na 28. září 2013 Rada bezpečnosti OSN jednomyslně schválila rezoluci požadující likvidaci syrského arzenálu chemických zbraní. V rezoluci bylo uvedeno, že Sýrie nesmí chemické zbraně používat, vyvíjet či skladovat a musí plně spolupracovat s OSN na likvidaci svých zásob těchto zbraní. Rezoluce odsoudila použití chemických zbraní při srpnovém útoku, ale nezmiňovala se o tom, kdo byl za incident zodpovědný. Neobsahovala ani bezprostřední hrozbu trestu, pokud by se Sýrie požadavku nepodřídila.
Do prvního listopadu mělo být podle rezoluce Rady bezpečnosti zajištěno a zničeno kompletní výrobní zázemí, včetně vybavení pro plnění plynů do raket a granátů s nervovými látkami. Celý arzenál měl být poté zničen nejpozději do poloviny roku 2014. Podle zdrojů OPCW syrská vláda spolupracovala. Dne 31. října 2013 již měla být syrská přiznaná zařízení pro výrobu chemických zbraní kompletně zničena. Postupně byly zničeny syrské zásoby nervových plynů včetně sarinu, i yperitu, ale vzhledem k tomu, že chlor je používán i v civilní výrobě, například pro přípravu hnojiv, jeho výroba a zásoby v Sýrii zůstaly. Výroba chloru navíc není náročná a je jí v zásadě schopná jak syrská vláda, tak rebelové.
Jeden z členů civilní obrany v Aleppu dle stanice BBC prohlásil, že 6. září 2016 shodilo syrské letectvo na předměstí obklíčeného Aleppa čtyři barelové bomby s chlórem. Podle exilové organizace SOHR i stanice BBC bylo tak zraněno 80 lidí. Syrská vláda však nasazení chemikálií popřela.
4. dubna 2017 se odehrál chemický útok v Chán Šajchúnu, během kterého bylo zabito přes 100 civilistů. Chán Šajchún v době útoku ovládali povstalci z koalice Tahrír aš-Šám (bývalá fronta an-Nusra). Spojené státy a další západní státy viní z použití chemické látky sarinu a chloru vládu Bašára Asada, podle syrské vlády a Ruska pocházely chemikálie ze skladu povstalců, jenž po vládním náletu vybuchl. Podle vyšetřovatelů OSN pro lidská práva je na vině z chemického útoku Assadův režim a podle OPCW zde lidé byli vystaveni sarinu, zprávy však neupřesňují, kdo je za útok zodpovědný. V odvetě za tento čin provedly 6. dubna 2017 americké torpédoborce útok proti syrské letecké základně Šajrát. Podle USA z vypuštěných 59 střel dopadlo na základnu 58. Podle Ruska na základnu dopadlo jen 23 z 59 vystřelených Tomahavků, kde bylo zabito pět vojáků. Podle syrských státních médií bylo zabito i dalších devět civilistů po zásahu blízké vesnice.
7. dubna 2018 došlo k útoku na město Dúmá, které bylo poslední baštou povstalců v oblasti východní Ghúta nedaleko Damašku. Při útoku zemřelo 42 lidí a přes 500 lidí bylo zraněno. Některé západní země včetně USA, Německa či Francie viní syrské vládní jednotky z použití chemických zbraní, syrský režim i jeho spojenci Rusko a Írán použití chemických zbraní popřely a žádají nezávislé vyšetření experty OPCW. Americký prezident Donald Trump kvůli útoku pohrozil odvetnou mezinárodní akcí. S obviněním z chemického útoku přišli islamisté z Džaiš al-Islam, kteří byli sami obviněni z použití chemických zbraní proti Kurdy obývané části Aleppa v roce 2016. Syrská armáda ovládla město Dúmá 12. dubna, čímž završila boj o celou oblast Ghúta. Syrská opozice se tak nyní soustředí na severozápadě země.
USA, Francie a Británie 14. dubna 2018 zaútočily bombardováním Damašku a Homsu. Tento útok byl odvetou za údajné použití chemických zbraní na město Dúmá syrskou armádou. Podle ministra zahraničí Stropnického vnímalo Česko zásah západních spojenců v Sýrii jako vzkaz komukoli, kdo by chtěl použít chemické zbraně. Odvetný útok byl prý legitimní, a to i bez pověření Rady bezpečnosti OSN. Podle Ruska bylo vypáleno 103 raket na cíle u Damašku a Homsu a Sýrie z nich díky ruským protiraketovým systémům sestřelila 71. Dvě nevybuchlé rakety z útoku byly převezeny do Ruska.
Televize Rusko-24 odvysílala rozhovor s klukem Hassanem Diabem, jemuž se mělo dostat ošetření ve videu z nemocnice po údajném chemickém útoku, ve kterém se tvrdí, že chemický útok byl fingovaný.

## Humanitární krize

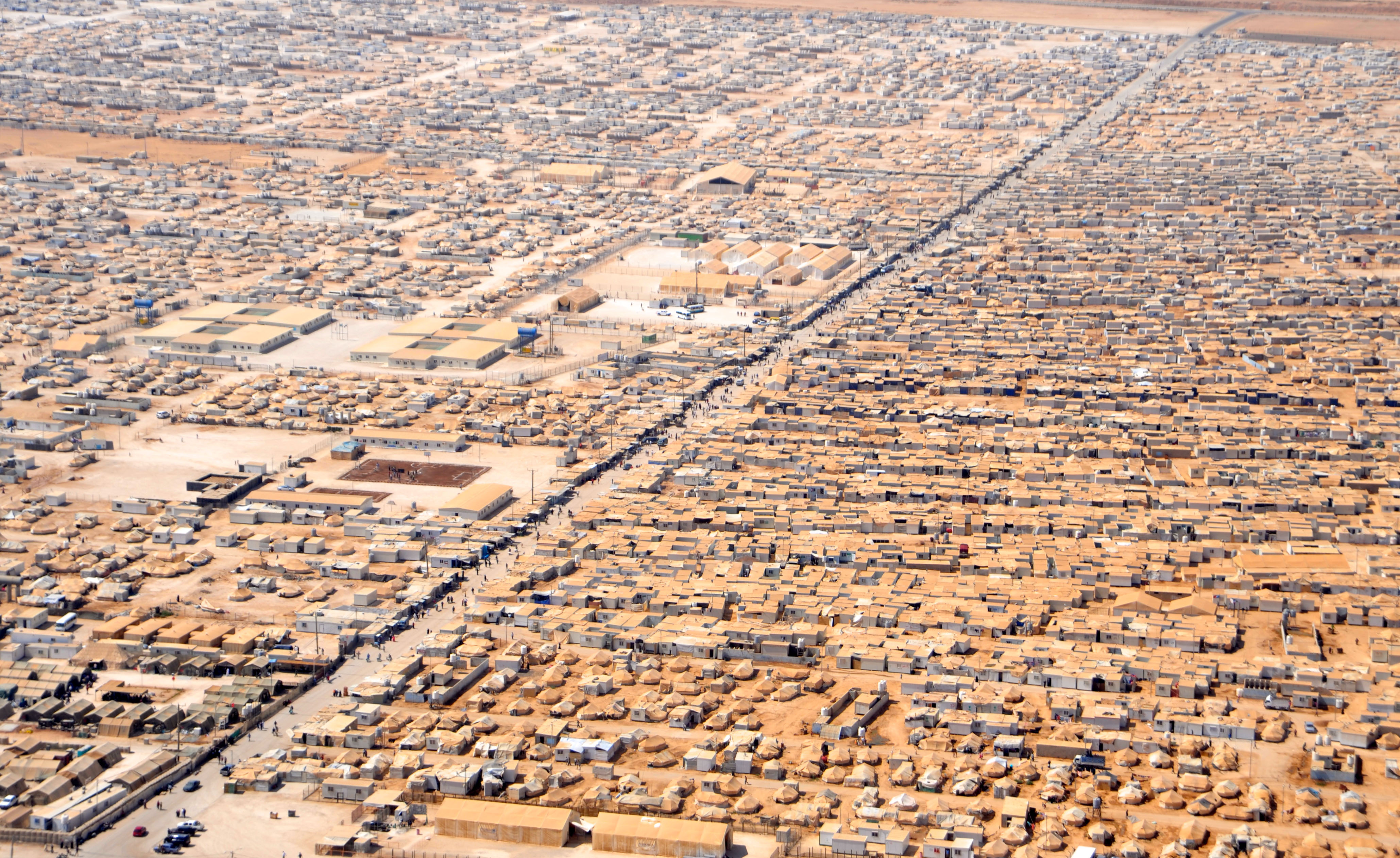
Uprchlický tábor Zátarí pro syrské uprchlíky v Jordánsku

Konflikt v Sýrii si do konce roku 2013 vyžádal již přes 130 tisíc obětí, z nichž více než třetina jsou civilisté. Zatímco dříve se centra konfliktu soustředila především na severu, nyní se již občanská válka dotýká téměř celého území Sýrie. V důsledku toho vzrostl během roku 2013 počet uprchlíků z 500 tisíc na téměř 2,5 milionu. Podle OSN žije nyní v podmínkách vyžadujících urgentní pomoc 9,3 milionu obyvatel, což je téměř polovina všech občanů, a jedná se o největší humanitární krizi současnosti.
V roce 2015 počet syrských uprchlíků v okolních státech vzrostl na 4 miliony a dalších 7,6 milionů lidí jsou uprchlíky uvnitř Sýrie. Konflikt si do konce roku 2015 vyžádal přes 250 tisíc obětí. Špatnou situaci však prohlubuje i selhání světové diplomacie. V oblasti je působení humanitárních organizací velmi omezeno a vzrůstá také ohrožení jejich pracovníků - v lednu 2014 zemřeli v jednom z center konfliktu tři zaměstnanci české organizace Člověk v tísni, o týden dříve bylo uneseno pět pracovníků Lékařů bez hranic.

### Civilní oběti

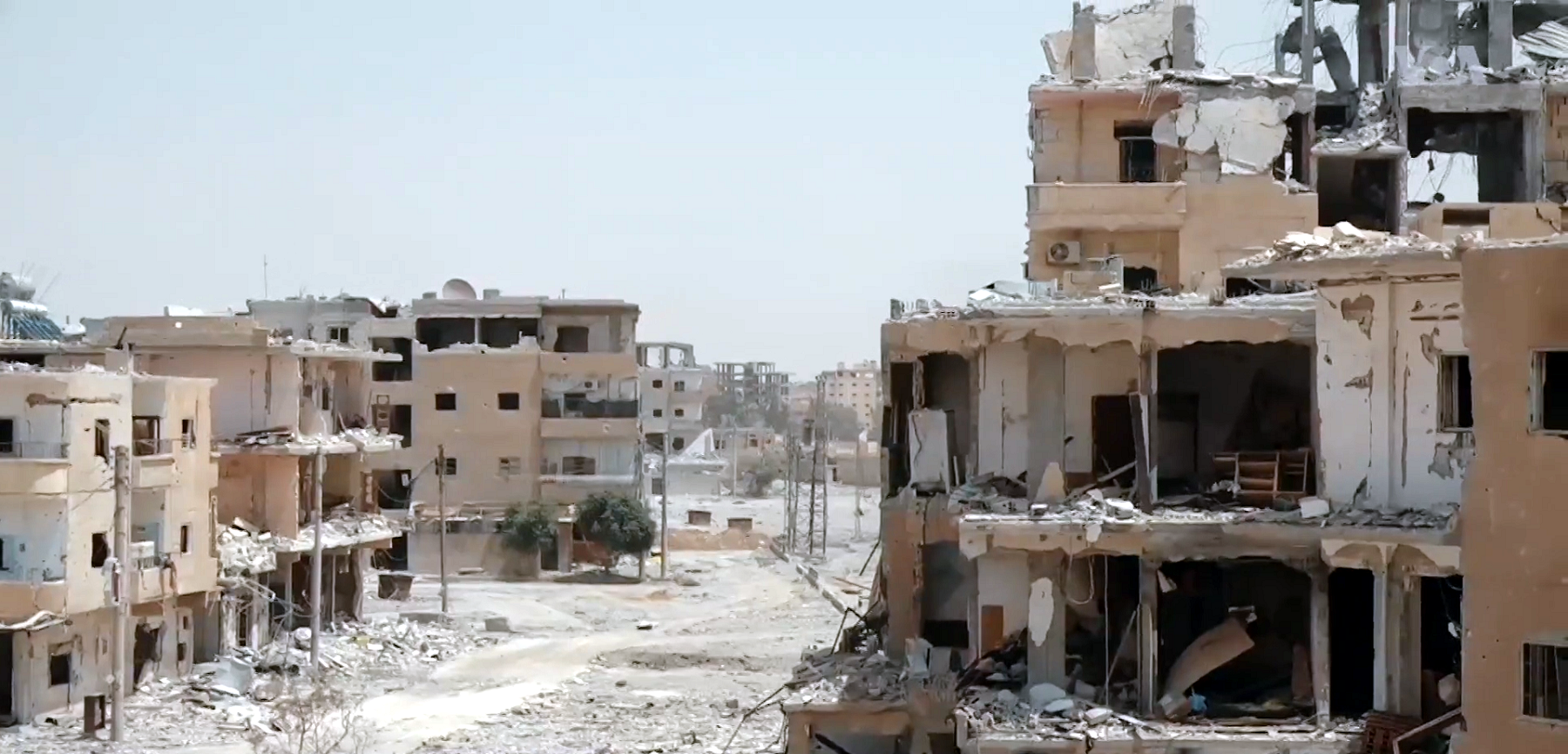
Zničená Rakka, hlavní město IS, v srpnu 2017

Americký nálet na město Al-Báb v prosinci 2014 zabil více než 50 civilistů. Do října 2015 bylo zaznamenáno 12 náletů na nemocnice a několik škol, ze kterých je podezíráno Rusko resp. syrský režim. Jak Rusko, tak Sýrie odpovědnost za tyto útoky odmítají. Další nemocnice byly bombardovány po tomto datu. Dne 20. září 2016 byly při náletu na povstalecké čtvrti v syrském Halabu zasaženy také dva kamiony s humanitární pomocí. Útok ostře odsoudily USA a hodlaly přehodnotit spolupráci s Ruskem. Moskva odpovědnost za útok odmítá. OSN po vysvětlení Ruska upustila od pondělního popisu jako náletu; nyní hovoří pouze o nespecifických útocích. "Nejsme v pozici, abychom určovali, zda to byly nálety. Můžeme pouze říci, že se na konvoj útočilo", sdělil mluvčí OSN Jens Laerke. Tomuto útoku předcházela akce, kdy vojenská letadla koalice vedené Spojenými státy bojující proti Islámskému státu bombardovala dne 17. září 2016 pozice syrské armády blízko letiště u města Dajr az-Zaur. Podle organizace pro lidská práva /SOHR/ při útoku zahynulo nejméně 80 syrských vojáků. Americká armáda poté oznámila, že zastavila útoky na cíle, o kterých si myslela, že jsou na pozici Islámského státu.
5. května 2016 byl uskutečněn nálet na uprchlický tábor na severu Sýrie, při kterém zahynulo nejméně 28 lidí, včetně mnoha žen a dětí. Nálet ostře odsoudil Západ a OSN. Podle šéfa OSN Pan Ki-muna by se útok dal hodnotit jako válečný zločin. Rusko i syrský režim, který je podle nevládních organizací nejvíce podezřelý, odpovědnost za útok odmítají.
15. dubna 2017 zahynulo 126 civilistů, z toho nejméně 80 dětí, při teroristickém útoku na konvoj odvážející šíitské uprchlíky ze dvou měst obléhaných povstaleckou skupinou Džaíš al-Fatah. Civilisté byli stoupenci syrské vlády.
V říjnu 2017 byla kurdsko-arabskými jednotkami osvobozena Rakka, hlavní město samozvaného Islámského státu. Při bojích o město a při náletech Američany vedené koalice bylo podle OSN zničeno přes 80 procent budov. Podle monitorovací skupiny Airwars, sdružující nezávislé novináře, si v roce 2017 nálety Američany vedené koalice na pozice Islámského státu v Sýrii a Iráku vyžádaly životy až 6,000 civilistů.
Během invaze Turecka do Afrínu v severní Sýrii, která začala v lednu 2018, bylo zabito přes 500 civilistů. Při náletech byla zasažena i nemocnice.
V syrských věznicích pod Asadovou kontrolou údajně končily během války desítky tisíc odpůrců Asadova režimu, kteří byli podrobováni krutým výslechům a mučení. Mrtvá těla z věznic údajně vypadala jako po holokaustu a nesla známky systematického mučení. Běžné bylo bití a znásilňování, ale i psychické týrání, hlášeno je zapalování lidí. Protirežimní organizace The Syrian Network for Human Rights, sídlící ve Velké Británii, odhaduje v roce 2019 počet vězněných a usmrcených na 128 000 a počet umučených na 14 tisíc. Syrské úřady obvinění dlouhodobě popírají, stejně jako provádění hromadných poprav, které se odehrávají především ve věznici v Sidnáji.
Svědectví o mučení přinesl syrský dezertér pod pseudonymem Caesar, který na Západ propašoval velké množství fotografií vězeňských mrtvol, jež nesly tyto známky. O hrůzách také vypovídají kresby Nadžá Bukaje, který na vlastní kůži zažil krutost věznic a později začal malovat výjevy tamější bolesti a zoufalství. Ten byl vězněn spolu se 190 až 220 lidmi v místnosti 16 na 3 metry, v které se přímo odehrávala rozličná mučení. Denně tak nakládali mrtvoly těch, kteří nevydrželi mučení nebo nemoci v otřesných hygienických podmínkách.
Jedna žena například mluvila o hromadném znásilnění pěti vojáky opakujícím se po 14 dní, potom přibylo bití po těle a do obličeje nebo elektrické šoky. Její cela byla bez oken a miniaturních rozměrů, někdy přespávala v místnosti 4 na 5 m se 48 dalšími ženami. Toaleta byla pro ně přístupná jednou za 12 hodin a sprcha jednou za 40 dní. Když po 4 měsících zkolabovala, odvezli ji do nemocnice, kde ji našli zápal plic, chudokrevnost a žloutenku. Při sérií operací ji museli lékaři opravit genitálie zničené dlouhodobým znásilňováním. Další žena vypověděla, že musela v úzkých chodbách věznice procházet blízko kolem mrtvých těl za křiku mučených lidí. K srpnu 2017 došlo podle odhadů organizace Právníci a lékaři pro lidská práva k 65 tisícům úmrtí ve věznicích.
Prodemokratický mladý aktivista Muhammad Ghabáš prošel 12 věznicemi, v jedné ho surově bili a probouzel se nahý ve studené chodbě. Jindy mu voják strčil pistoli do pusy. Dozorčí s přezdívkou Hitler podle něj pořádal večerní sadistické zábavy, kdy museli vězni štěkat, mňoukat nebo kokrhat, další klečeli na čtyřech a dělali dozorcům stoly nebo židle. Munír Fakír byl zase se svými spoluvězni trestán, když mluvili bez dovolení nebo usnuli. Ve vojenské nemocnici nechali podle jeho svědectví zemřít člověka s cukrovkou kvůli nepodání inzulínu, druhého člověka ubili k smrti ranami do obličeje, když požádal o prášky na bolest. Další svědkové uvedli, že museli jíst vlastní exkrementy, pít vlastní moč, byli převáženi v řeznických dodávkách zavěšeni na háky, objevilo se i svědectví, kdy 21letý mladík byl polit benzínem a zapálen a následně ho nechali umírat 21 dní.

## Zahraniční podpora

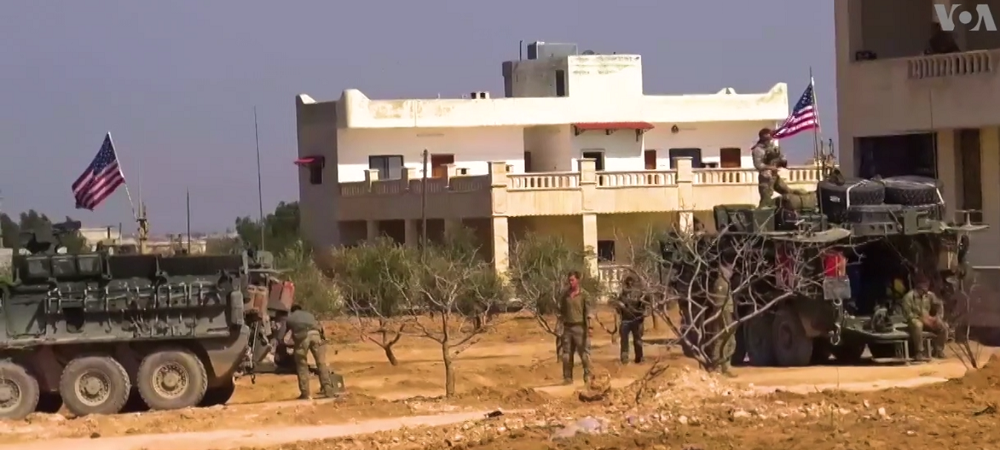
Americké speciální jednotky operující u Manbidžu na podporu Syrských demokratických sil

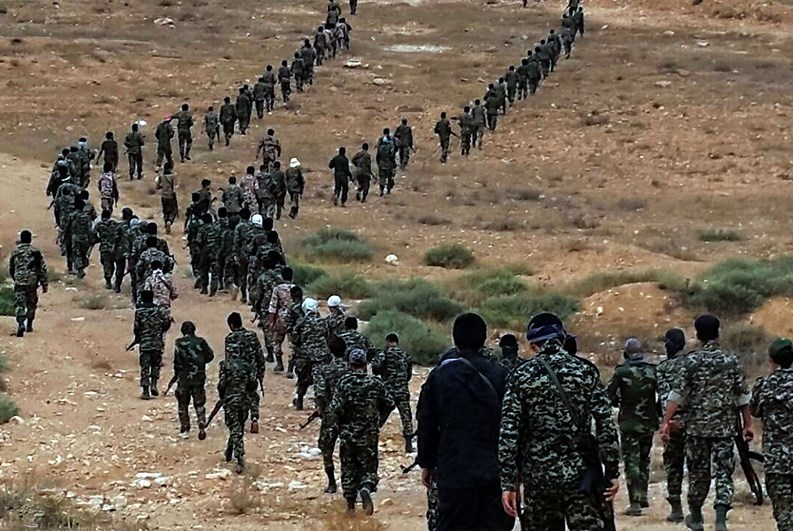
Afghánská ší'itská milice Fátimovské brigády bojující na straně vlády

1. ↑  podpora režimu:
  -  Rusko
  -  Írán (do 6. prosince 2024)
  -  Čína
2. ↑  podpora syrské opozice:
  -  Saúdská Arábie
  -  Katar
  -  Spojené království
  -  Francie
  -  Spojené státy americké (2011–2017)
  -  Libye (2011–2013)
3. ↑  podpora opozice Tahrír al-Šám (Syrské vlády spásy):
  -  Al-Káida
  -  Katar (2012–2017)
  -  Saúdská Arábie (2012–2017)
  -  Turecko (2012–2017)
4. ↑  podpora Syrských demokratických sil (Kurdů):
  -  Spojené státy americké (od 2014)
  -  Rusko (od 2015)
  -  Francie (od 2016)
  -  PKK
  -  YNK (od 2013)
  -  PDK (2013–2015)
5. ↑  podpora IS:
  -  Al-Káida (2013–2014)